# 23.º distrito electoral de Chile (1990-2018)
El vigesimotercer distrito electoral de Chile (también llamado Santiago Oriente) fue un distrito electoral de la Cámara de Diputados de Chile que existió desde 1990 hasta 2018. Ubicado en la Región Metropolitana de Santiago, según el censo de 2017 poseía 486 055 habitantes. En 2018, gracias a una reforma electoral, se fusionó con el distrito 24.º para crear el actual 11.º distrito electoral.

## Composición
El distrito estaba compuesto por las comunas de Las Condes, Vitacura y Lo Barnechea, y se encontraba dentro de la octava circunscripción senatorial, correspondiente a Santiago Oriente.
Bajo el sistema binominal, el distrito elegía dos diputados. Aunque en la primera elección realizada la Concertación y la Alianza lograron un escaño cada una, durante todos los periodos siguientes la Alianza logró duplicar la votación su contendora y llevarse ambas diputaciones.

## Diputados
| Elección | Diputado | Diputado             | Diputado | Diputado            | Diputado        | Diputado |
| -------- | -------- | -------------------- | -------- | ------------------- | --------------- | -------- |
| 1989     |          | Eliana Caraball      | DC       |                     | Evelyn Matthei  | RN       |
| 1993     |          | Carlos Bombal        | UDI      |                     | Andrés Allamand | RN       |
| 1997     |          | Julio Dittborn       | UDI      |                     | Pía Guzmán Mena | RN       |
| 2001     |          | Julio Dittborn       | UDI      |                     | Pía Guzmán Mena | RN       |
| 2005     |          | Julio Dittborn       | UDI      | Cristián Monckeberg | RN              |          |
| 2009     |          | Ernesto Silva Méndez | UDI      | Cristián Monckeberg | RN              |          |
| 2013     |          | Ernesto Silva Méndez | UDI      | Cristián Monckeberg | RN              |          |